# Pombo-frugívoro-de-cinta-branca
O pombo-frugívoro-de-cinta-branca (Ptilinopus wallacii) é uma espécie de ave da família Columbidae. O nome homenageia o naturalista britânico Alfred Russel Wallace. É um pombo-frugívoro de tamanho relativamente grande, com cauda longa, medindo de 24 a 28 cm, e foi descrito como "um dos mais belos" pombos-frugívoros. A testa e a coroa são vermelho-opaco, a face inferior e a garganta são brancas, enquanto o restante da cabeça, peito, pescoço e parte superior das costas apresentam um cinza-azulado claro. As asas e a parte inferior das costas são verdes, e o abdômen é laranja, separado do peito por uma faixa branca. Machos e fêmeas são semelhantes, mas as fêmeas têm menos vermelho na cabeça e um tom esverdeado nas áreas cinzentas.
Endêmico da Indonésia, o pombo-frugívoro-de-cinta-branca habita florestas ribeirinhas de baixa altitude e florestas costeiras nas Pequenas Ilhas da Sonda, nas Ilhas Molucas, nas Ilhas Aru e, ocasionalmente, no sudoeste da Nova Guiné. Sua dieta é composta por frutas e bagas pequenas. Os ninhos, feitos de gravetos em galhos, são frágeis, e o único ninho observado foi registrado em novembro. Variando de comum a moderadamente comum em grande parte de sua área de distribuição, o pombo-frugívoro-de-cinta-branca é classificado como de pouco preocupante na Lista Vermelha da IUCN.

## Taxonomia e sistemática
O pombo-frugívoro-de-cinta-branca foi descrito como Ptilonopus Wallacii pelo ornitólogo inglês George Robert Gray em 1858, com base em espécimes das Ilhas Aru coletados por Alfred Russel Wallace. O nome genérico deriva do grego antigo ptilon (pena) e pous (pé), enquanto o nome específico wallacii honra Alfred Wallace. Pombo-frugívoro-de-cinta-branca é o nome comum oficial designado pela International Ornithologists' Union. Outros nomes comuns incluem pombo-frugívoro-de-Wallace, pombo-frugívoro-verde-de-Wallace, pombo-frugívoro-de-fronte-dourada, pombo-frugívoro-de-fronte-amarela, pombo-frugívoro-de-ombros-dourados e pombo-frugívoro-de-coroa-carmesim. Não possui subespécies.O pombo-frugívoro-de-cinta-branca é uma das mais de 50 espécies do gênero Ptilinopus. Um estudo de 2014 sobre DNA mitocondrial e DNA nuclear por Alice Cibois e colegas revelou que o pombo-frugívoro-de-cinta-branca é mais próximo de um clado formado pela pombo-frugívoro-de-fronte-laranja e por P. ornatus. Esse clado é grupo irmão de P. perlatus, e essas quatro espécies são irmãs do pombo-frugívoro-de-cabeça-cinzenta. Essas cinco espécies, por sua vez, são irmãs de um clado formado pelo pombo-frugívoro-de-barriga-laranja [en], P. eugeniae e P. viridis. A espécie mais basal do grupo é P. tannensis. O cladograma a seguir mostra as relações do pombo-frugívoro-de-cinta-branca com outras espécies de seu grupo, com base no estudo de 2014:
|  | Pombo-frugívoro-de-barriga-laranja [en] (P. iozonus)                                                                              |
|  | |
|  | \| \| Pombo-frugívoro-de-cabeça-branca (P. eugeniae) \| \| \| \| \| \| Pombo-frugívoro-de-peito-vermelho (P. viridis) \| \| \| \| |
|  | |
|  | Pombo-frugívoro-de-cabeça-branca (P. eugeniae)                                                                                    |
|  | |
|  | Pombo-frugívoro-de-peito-vermelho (P. viridis)                                                                                    |
|  | |

|  | Pombo-frugívoro-de-cabeça-branca (P. eugeniae) |
|  |                                                |
|  | Pombo-frugívoro-de-peito-vermelho (P. viridis) |
|  |                                                |

|  | Pombo-frugívoro-de-cinta-branca (P. wallacii)                                                                                |
|  | |
|  | \| \| Pombo-frugívoro-de-fronte-laranja (P. aurantiifrons) \| \| \| \| \| \| Pombo-frugívoro-ornado (P. ornatus) \| \| \| \| |
|  | |
|  | Pombo-frugívoro-de-fronte-laranja (P. aurantiifrons)                                                                         |
|  | |
|  | Pombo-frugívoro-ornado (P. ornatus)                                                                                          |
|  | |

|  | Pombo-frugívoro-de-fronte-laranja (P. aurantiifrons) |
|  |                                                      |
|  | Pombo-frugívoro-ornado (P. ornatus)                  |
|  |                                                      |

|  | Pombo-frugívoro-de-cinta-branca (P. wallacii)                                                                                |
|  | |
|  | \| \| Pombo-frugívoro-de-fronte-laranja (P. aurantiifrons) \| \| \| \| \| \| Pombo-frugívoro-ornado (P. ornatus) \| \| \| \| |
|  | |
|  | Pombo-frugívoro-de-fronte-laranja (P. aurantiifrons)                                                                         |
|  | |
|  | Pombo-frugívoro-ornado (P. ornatus)                                                                                          |
|  | |

|  | Pombo-frugívoro-de-fronte-laranja (P. aurantiifrons) |
|  |                                                      |
|  | Pombo-frugívoro-ornado (P. ornatus)                  |
|  |                                                      |

|  | Pombo-frugívoro-de-cinta-branca (P. wallacii)                                                                                |
|  | |
|  | \| \| Pombo-frugívoro-de-fronte-laranja (P. aurantiifrons) \| \| \| \| \| \| Pombo-frugívoro-ornado (P. ornatus) \| \| \| \| |
|  | |
|  | Pombo-frugívoro-de-fronte-laranja (P. aurantiifrons)                                                                         |
|  | |
|  | Pombo-frugívoro-ornado (P. ornatus)                                                                                          |
|  | |

|  | Pombo-frugívoro-de-fronte-laranja (P. aurantiifrons) |
|  |                                                      |
|  | Pombo-frugívoro-ornado (P. ornatus)                  |
|  |                                                      |

|  | Pombo-frugívoro-de-cinta-branca (P. wallacii)                                                                                |
|  | |
|  | \| \| Pombo-frugívoro-de-fronte-laranja (P. aurantiifrons) \| \| \| \| \| \| Pombo-frugívoro-ornado (P. ornatus) \| \| \| \| |
|  | |
|  | Pombo-frugívoro-de-fronte-laranja (P. aurantiifrons)                                                                         |
|  | |
|  | Pombo-frugívoro-ornado (P. ornatus)                                                                                          |
|  | |

|  | Pombo-frugívoro-de-fronte-laranja (P. aurantiifrons) |
|  |                                                      |
|  | Pombo-frugívoro-ornado (P. ornatus)                  |
|  |                                                      |

|  | Pombo-frugívoro-de-barriga-laranja [en] (P. iozonus)                                                                              |
|  | |
|  | \| \| Pombo-frugívoro-de-cabeça-branca (P. eugeniae) \| \| \| \| \| \| Pombo-frugívoro-de-peito-vermelho (P. viridis) \| \| \| \| |
|  | |
|  | Pombo-frugívoro-de-cabeça-branca (P. eugeniae)                                                                                    |
|  | |
|  | Pombo-frugívoro-de-peito-vermelho (P. viridis)                                                                                    |
|  | |

|  | Pombo-frugívoro-de-cabeça-branca (P. eugeniae) |
|  |                                                |
|  | Pombo-frugívoro-de-peito-vermelho (P. viridis) |
|  |                                                |

|  | Pombo-frugívoro-de-cinta-branca (P. wallacii)                                                                                |
|  | |
|  | \| \| Pombo-frugívoro-de-fronte-laranja (P. aurantiifrons) \| \| \| \| \| \| Pombo-frugívoro-ornado (P. ornatus) \| \| \| \| |
|  | |
|  | Pombo-frugívoro-de-fronte-laranja (P. aurantiifrons)                                                                         |
|  | |
|  | Pombo-frugívoro-ornado (P. ornatus)                                                                                          |
|  | |

|  | Pombo-frugívoro-de-fronte-laranja (P. aurantiifrons) |
|  |                                                      |
|  | Pombo-frugívoro-ornado (P. ornatus)                  |
|  |                                                      |

|  | Pombo-frugívoro-de-cinta-branca (P. wallacii)                                                                                |
|  | |
|  | \| \| Pombo-frugívoro-de-fronte-laranja (P. aurantiifrons) \| \| \| \| \| \| Pombo-frugívoro-ornado (P. ornatus) \| \| \| \| |
|  | |
|  | Pombo-frugívoro-de-fronte-laranja (P. aurantiifrons)                                                                         |
|  | |
|  | Pombo-frugívoro-ornado (P. ornatus)                                                                                          |
|  | |

|  | Pombo-frugívoro-de-fronte-laranja (P. aurantiifrons) |
|  |                                                      |
|  | Pombo-frugívoro-ornado (P. ornatus)                  |
|  |                                                      |

|  | Pombo-frugívoro-de-cinta-branca (P. wallacii)                                                                                |
|  | |
|  | \| \| Pombo-frugívoro-de-fronte-laranja (P. aurantiifrons) \| \| \| \| \| \| Pombo-frugívoro-ornado (P. ornatus) \| \| \| \| |
|  | |
|  | Pombo-frugívoro-de-fronte-laranja (P. aurantiifrons)                                                                         |
|  | |
|  | Pombo-frugívoro-ornado (P. ornatus)                                                                                          |
|  | |

|  | Pombo-frugívoro-de-fronte-laranja (P. aurantiifrons) |
|  |                                                      |
|  | Pombo-frugívoro-ornado (P. ornatus)                  |
|  |                                                      |

|  | Pombo-frugívoro-de-cinta-branca (P. wallacii)                                                                                |
|  | |
|  | \| \| Pombo-frugívoro-de-fronte-laranja (P. aurantiifrons) \| \| \| \| \| \| Pombo-frugívoro-ornado (P. ornatus) \| \| \| \| |
|  | |
|  | Pombo-frugívoro-de-fronte-laranja (P. aurantiifrons)                                                                         |
|  | |
|  | Pombo-frugívoro-ornado (P. ornatus)                                                                                          |
|  | |

|  | Pombo-frugívoro-de-fronte-laranja (P. aurantiifrons) |
|  |                                                      |
|  | Pombo-frugívoro-ornado (P. ornatus)                  |
|  |                                                      |

|  | Pombo-frugívoro-de-barriga-laranja [en] (P. iozonus)                                                                              |
|  | |
|  | \| \| Pombo-frugívoro-de-cabeça-branca (P. eugeniae) \| \| \| \| \| \| Pombo-frugívoro-de-peito-vermelho (P. viridis) \| \| \| \| |
|  | |
|  | Pombo-frugívoro-de-cabeça-branca (P. eugeniae)                                                                                    |
|  | |
|  | Pombo-frugívoro-de-peito-vermelho (P. viridis)                                                                                    |
|  | |

|  | Pombo-frugívoro-de-cabeça-branca (P. eugeniae) |
|  |                                                |
|  | Pombo-frugívoro-de-peito-vermelho (P. viridis) |
|  |                                                |

|  | Pombo-frugívoro-de-cinta-branca (P. wallacii)                                                                                |
|  | |
|  | \| \| Pombo-frugívoro-de-fronte-laranja (P. aurantiifrons) \| \| \| \| \| \| Pombo-frugívoro-ornado (P. ornatus) \| \| \| \| |
|  | |
|  | Pombo-frugívoro-de-fronte-laranja (P. aurantiifrons)                                                                         |
|  | |
|  | Pombo-frugívoro-ornado (P. ornatus)                                                                                          |
|  | |

|  | Pombo-frugívoro-de-fronte-laranja (P. aurantiifrons) |
|  |                                                      |
|  | Pombo-frugívoro-ornado (P. ornatus)                  |
|  |                                                      |

|  | Pombo-frugívoro-de-cinta-branca (P. wallacii)                                                                                |
|  | |
|  | \| \| Pombo-frugívoro-de-fronte-laranja (P. aurantiifrons) \| \| \| \| \| \| Pombo-frugívoro-ornado (P. ornatus) \| \| \| \| |
|  | |
|  | Pombo-frugívoro-de-fronte-laranja (P. aurantiifrons)                                                                         |
|  | |
|  | Pombo-frugívoro-ornado (P. ornatus)                                                                                          |
|  | |

|  | Pombo-frugívoro-de-fronte-laranja (P. aurantiifrons) |
|  |                                                      |
|  | Pombo-frugívoro-ornado (P. ornatus)                  |
|  |                                                      |

|  | Pombo-frugívoro-de-cinta-branca (P. wallacii)                                                                                |
|  | |
|  | \| \| Pombo-frugívoro-de-fronte-laranja (P. aurantiifrons) \| \| \| \| \| \| Pombo-frugívoro-ornado (P. ornatus) \| \| \| \| |
|  | |
|  | Pombo-frugívoro-de-fronte-laranja (P. aurantiifrons)                                                                         |
|  | |
|  | Pombo-frugívoro-ornado (P. ornatus)                                                                                          |
|  | |

|  | Pombo-frugívoro-de-fronte-laranja (P. aurantiifrons) |
|  |                                                      |
|  | Pombo-frugívoro-ornado (P. ornatus)                  |
|  |                                                      |

|  | Pombo-frugívoro-de-cinta-branca (P. wallacii)                                                                                |
|  | |
|  | \| \| Pombo-frugívoro-de-fronte-laranja (P. aurantiifrons) \| \| \| \| \| \| Pombo-frugívoro-ornado (P. ornatus) \| \| \| \| |
|  | |
|  | Pombo-frugívoro-de-fronte-laranja (P. aurantiifrons)                                                                         |
|  | |
|  | Pombo-frugívoro-ornado (P. ornatus)                                                                                          |
|  | |

|  | Pombo-frugívoro-de-fronte-laranja (P. aurantiifrons) |
|  |                                                      |
|  | Pombo-frugívoro-ornado (P. ornatus)                  |
|  |                                                      |

|  | Pombo-frugívoro-de-barriga-laranja [en] (P. iozonus)                                                                              |
|  | |
|  | \| \| Pombo-frugívoro-de-cabeça-branca (P. eugeniae) \| \| \| \| \| \| Pombo-frugívoro-de-peito-vermelho (P. viridis) \| \| \| \| |
|  | |
|  | Pombo-frugívoro-de-cabeça-branca (P. eugeniae)                                                                                    |
|  | |
|  | Pombo-frugívoro-de-peito-vermelho (P. viridis)                                                                                    |
|  | |

|  | Pombo-frugívoro-de-cabeça-branca (P. eugeniae) |
|  |                                                |
|  | Pombo-frugívoro-de-peito-vermelho (P. viridis) |
|  |                                                |

|  | Pombo-frugívoro-de-cinta-branca (P. wallacii)                                                                                |
|  | |
|  | \| \| Pombo-frugívoro-de-fronte-laranja (P. aurantiifrons) \| \| \| \| \| \| Pombo-frugívoro-ornado (P. ornatus) \| \| \| \| |
|  | |
|  | Pombo-frugívoro-de-fronte-laranja (P. aurantiifrons)                                                                         |
|  | |
|  | Pombo-frugívoro-ornado (P. ornatus)                                                                                          |
|  | |

|  | Pombo-frugívoro-de-fronte-laranja (P. aurantiifrons) |
|  |                                                      |
|  | Pombo-frugívoro-ornado (P. ornatus)                  |
|  |                                                      |

|  | Pombo-frugívoro-de-cinta-branca (P. wallacii)                                                                                |
|  | |
|  | \| \| Pombo-frugívoro-de-fronte-laranja (P. aurantiifrons) \| \| \| \| \| \| Pombo-frugívoro-ornado (P. ornatus) \| \| \| \| |
|  | |
|  | Pombo-frugívoro-de-fronte-laranja (P. aurantiifrons)                                                                         |
|  | |
|  | Pombo-frugívoro-ornado (P. ornatus)                                                                                          |
|  | |

|  | Pombo-frugívoro-de-fronte-laranja (P. aurantiifrons) |
|  |                                                      |
|  | Pombo-frugívoro-ornado (P. ornatus)                  |
|  |                                                      |

|  | Pombo-frugívoro-de-cinta-branca (P. wallacii)                                                                                |
|  | |
|  | \| \| Pombo-frugívoro-de-fronte-laranja (P. aurantiifrons) \| \| \| \| \| \| Pombo-frugívoro-ornado (P. ornatus) \| \| \| \| |
|  | |
|  | Pombo-frugívoro-de-fronte-laranja (P. aurantiifrons)                                                                         |
|  | |
|  | Pombo-frugívoro-ornado (P. ornatus)                                                                                          |
|  | |

|  | Pombo-frugívoro-de-fronte-laranja (P. aurantiifrons) |
|  |                                                      |
|  | Pombo-frugívoro-ornado (P. ornatus)                  |
|  |                                                      |

|  | Pombo-frugívoro-de-cinta-branca (P. wallacii)                                                                                |
|  | |
|  | \| \| Pombo-frugívoro-de-fronte-laranja (P. aurantiifrons) \| \| \| \| \| \| Pombo-frugívoro-ornado (P. ornatus) \| \| \| \| |
|  | |
|  | Pombo-frugívoro-de-fronte-laranja (P. aurantiifrons)                                                                         |
|  | |
|  | Pombo-frugívoro-ornado (P. ornatus)                                                                                          |
|  | |

|  | Pombo-frugívoro-de-fronte-laranja (P. aurantiifrons) |
|  |                                                      |
|  | Pombo-frugívoro-ornado (P. ornatus)                  |
|  |                                                      |

## Descrição

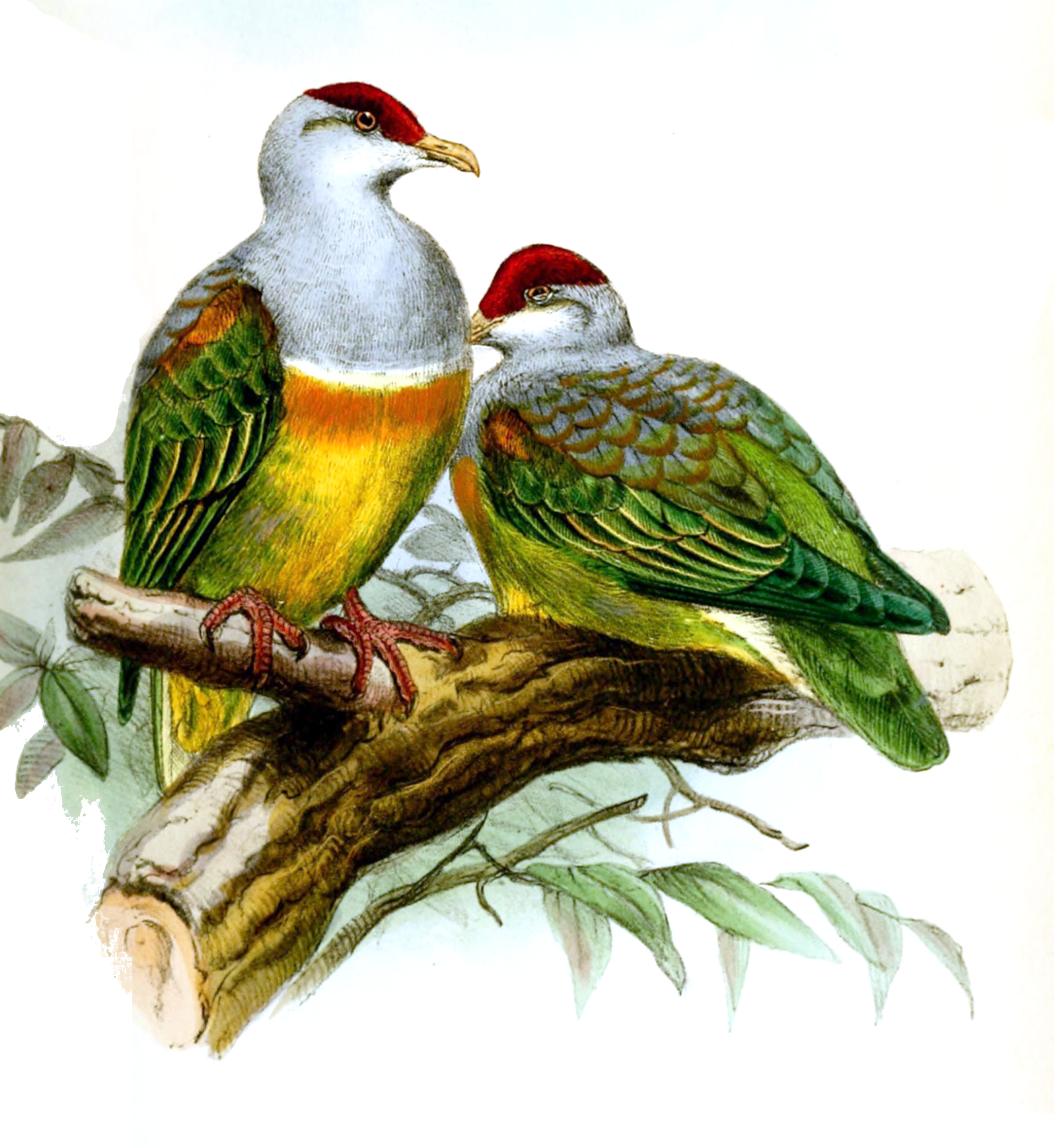
Ilustração de 1858 da espécie.

O pombo-frugívoro-de-cinta-branca é um pombo-frugívoro grande, de cauda longa, com comprimento de 24 a 28 cm. Foi descrito como "um dos mais belos" pombos-frugívoros. A testa e a coroa são vermelho-opaco, às vezes se estendendo até a nuca, e a face inferior e a garganta são brancas. O restante da cabeça, pescoço, peito e o manto superior são cinza-azulados claros, separados do abdômen laranja por uma faixa branca. A mancha nos ombros é bronze-dourada, enquanto o manto e as coberteiras internas das asas são cinza-azuladas com bordas amarelas, dando uma aparência escamosa. As primárias e secundárias são verde-escuras brilhantes, estas últimas com bordas amarelas estreitas, enquanto as costas, garupa e coberteiras superiores da cauda são verde-amareladas. As flancos e a área ventral misturam amarelo claro e verde. As penas centrais da cauda são verdes com uma faixa branca no final, enquanto as externas são mais escuras com uma faixa acinzentada. A íris é vermelho-clara com um anel interno amarelo a verde, a pele orbital é azulada, e os pés variam de roxo a rosado. O bico é amarelo-esverdeado com a ponta mais clara. As fêmeas são semelhantes aos machos, mas têm um tom esverdeado no cinza do pescoço e peito e uma mancha abdominal laranja menos intensa. Os filhotes apresentam bordas verdes na coroa, penas verdes com pontas amarelas no manto e coberteiras das asas, e um tom verde no peito e manto.
O pombo-frugívoro-bonito [en] (P. pulchellus) é semelhante, mas menor, mais compacto e com cauda mais curta, apresentando uma faixa roxa em vez de branca, menos vermelho na cabeça e coberteiras inferiores da cauda laranja-amareladas. As partes superiores são verde-escuro sem marcações. O pombo-frugívoro-de-coroa-rosada (P. regina) também é semelhante, mas menor e mais compacto, com uma mancha na coroa rosa ou cinza-arroxeada menos extensa, bordada de amarelo, uma mancha roxa clara separando peito e abdômen, coberteiras inferiores da cauda laranja-avermelhadas e uma faixa amarela bem marcada na cauda.
A espécie é geralmente silenciosa, mas foi registrada emitindo um oooo... ooo ooo ooo melancólico e alto, com a maior pausa entre a primeira e a segunda nota. Um woo curto também é emitido em momentos de excitação. Um pombo em Tanimbar, presumido ser desta espécie, foi registrado repetindo um hooooow-huwuu, hoooow-huwuu, com a segunda nota ligeiramente mais curta e aguda.

## Distribuição e habitat
O pombo-frugívoro-de-cinta-branca é encontrado nas Ilhas Babar e Ilhas Tanimbar nas Ilhas Molucas, nas Ilhas Banda, na Ilha Kur [en], Manggur, Taam, Komeer, Bacar, Tual e Kai Kecil [en] nas Pequenas Ilhas da Sonda, e nas Ilhas Aru. Na Nova Guiné, indivíduos foram registrados raramente no sudoeste, do rio Mimika [en] ao rio Noord, mas acredita-se que sejam errantes das Ilhas Aru.
A espécie habita florestas de baixa altitude próximas a rios e à costa, incluindo manguezais, bordas de florestas, savanas, florestas de galeria e florestas estacionais. Também foi registrada em ilhas onde quase toda a floresta primária foi substituída por cultivos, demonstrando capacidade de adaptação a crescimento secundário. Em Kai Besar, foi registrada desde o nível do mar até altitudes de 250 m.

## Comportamento e ecologia
O pombo-frugívoro-de-cinta-branca é frequentemente visto sozinho ou em pares, embora seja uma espécie social e forme bandos de 5 a 26 aves. Em Tanimbar, é facilmente notado, muitas vezes voando sobre estradas e clareiras ou pousando em árvores expostas. Sua duração geracional (idade média dos pais na população atual) foi reportada como 3,2 anos em 2016.
A espécie se alimenta de frutas e bagas pequenas, colhidas diretamente dos galhos. Constrói um ninho frágil feito de gravetos em galhos de árvores. Um ninho observado foi construído em novembro.

## Estado de conservação
O pombo-frugívoro-de-cinta-branca é classificado como pouco preocupante pela União Internacional para a Conservação da Natureza (IUCN) na Lista Vermelha da IUCN, devido à sua distribuição suficientemente ampla e à ausência de declínio populacional significativo. É relativamente comum em Tanimbar e nas Ilhas Aru e moderadamente comum nas Ilhas Kai. Não foi avistado nas Ilhas Banda e em Taam, onde antes era comum, em 1971. Sua sobrevivência em ilhas densamente povoadas indica uma capacidade de adaptação a habitats perturbados.